# Gakuto Kondo
Gakuto Kondo (近藤 岳登 Kondo Gakuto?), född 10 februari 1981 i Aichi prefektur, är en japansk före detta fotbollsspelare.
Kondo började sin karriär 2007 i Vissel Kobe. Han spelade 35 ligamatcher för klubben. 2013 flyttade han till Mito HollyHock. Efter Mito HollyHock spelade han för FC Osaka. Han avslutade karriären 2017.